# Disney’s Polynesian Village Resort
Koordinaten: 28° 24′ 20,5″ N, 81° 35′ 3,5″ W
Disney’s Polynesian Village Resort (von 1985 bis 2014 Disney’s Polynesian Resort) ist ein Resort der Walt Disney Company auf dem Gelände des Walt Disney World Resorts in Florida, das mit dem AAA-Four-Diamond-Award ausgezeichnet wurde. Es thematisiert die Südsee und wurde am 1. Oktober 1971 mit damals 492 Zimmern als eines der beiden ersten Hotels des Freizeitkomplexes eröffnet. Gestaltet wurde es von Welton Becket und gebaut von US Steel. Besitzer ist Walt Disney Parks and Resorts.
Seit der Eröffnung wurde das Resort dreimal erweitert, das erste Mal 1978 um ein Langhaus, das Tangaroa Terrace Restaurant und einen zweiten Swimming Pool. 1985 wurden zwei weitere Langhäuser ergänzt. Am 1. April 2015 eröffneten die Erweiterungen des Disney Vacation Clubs.

## Lage

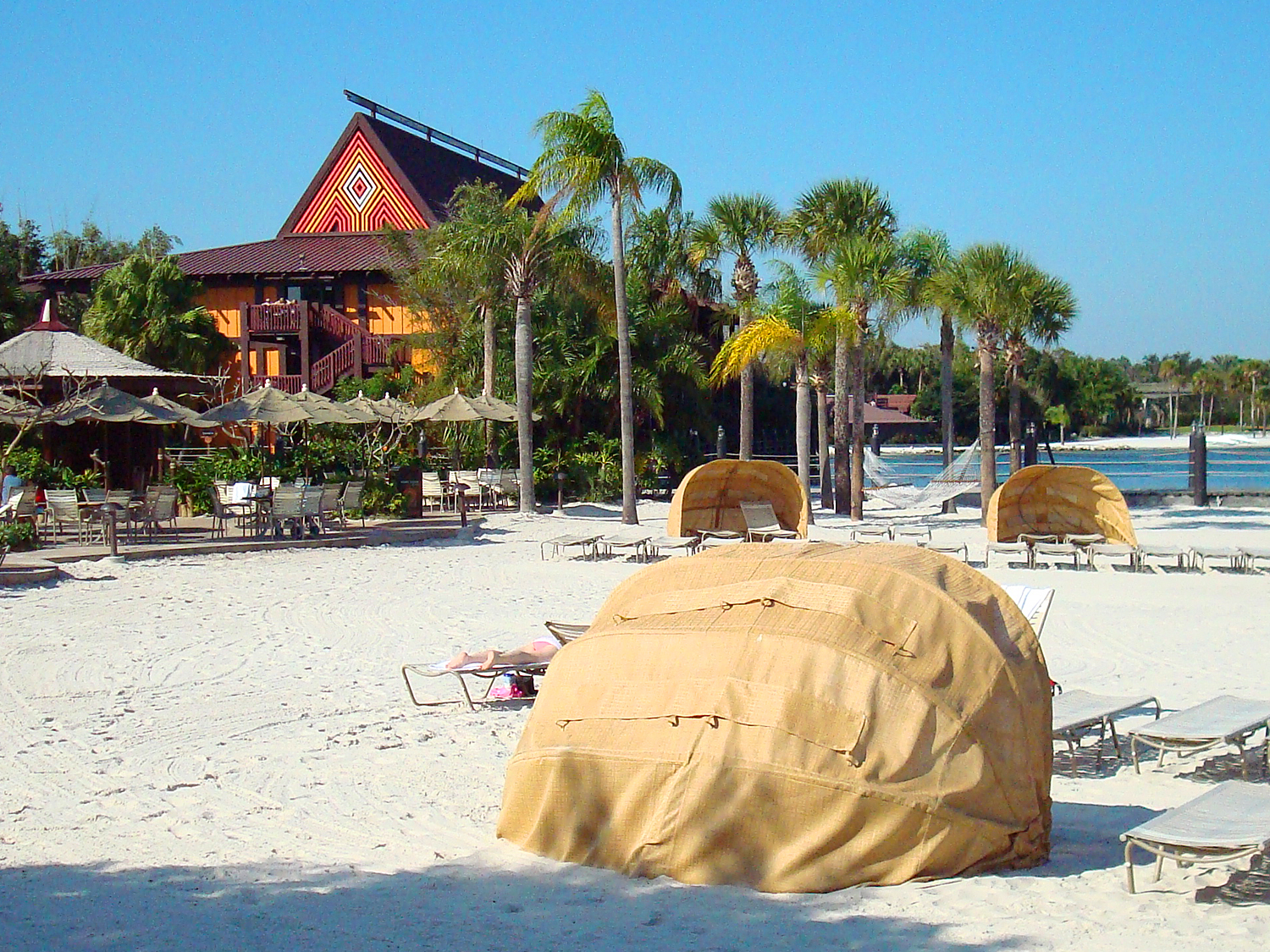
Ein weißer Sandstrand mit dem Tuvalu-Langhaus im Hintergrund

Disney’s Polynesian Village Resort befindet sich an der südlichen Küste der künstlichen Lagune Seven Seas Lagoon, südlich vom Magic Kingdom und westlich vom Hotel Disney’s Grand Floridian Resort & Spa. Das Resort wird von der Walt Disney World Monorail angefahren, die Einschienenbahn verbindet es mit dem Magic Kingdom und durch Umsteigen mit dem Themenpark Epcot. Das Magic Kingdom kann auch per Boot über die Lagune erreicht werden, andere Ziele mit Bussen.

## Design

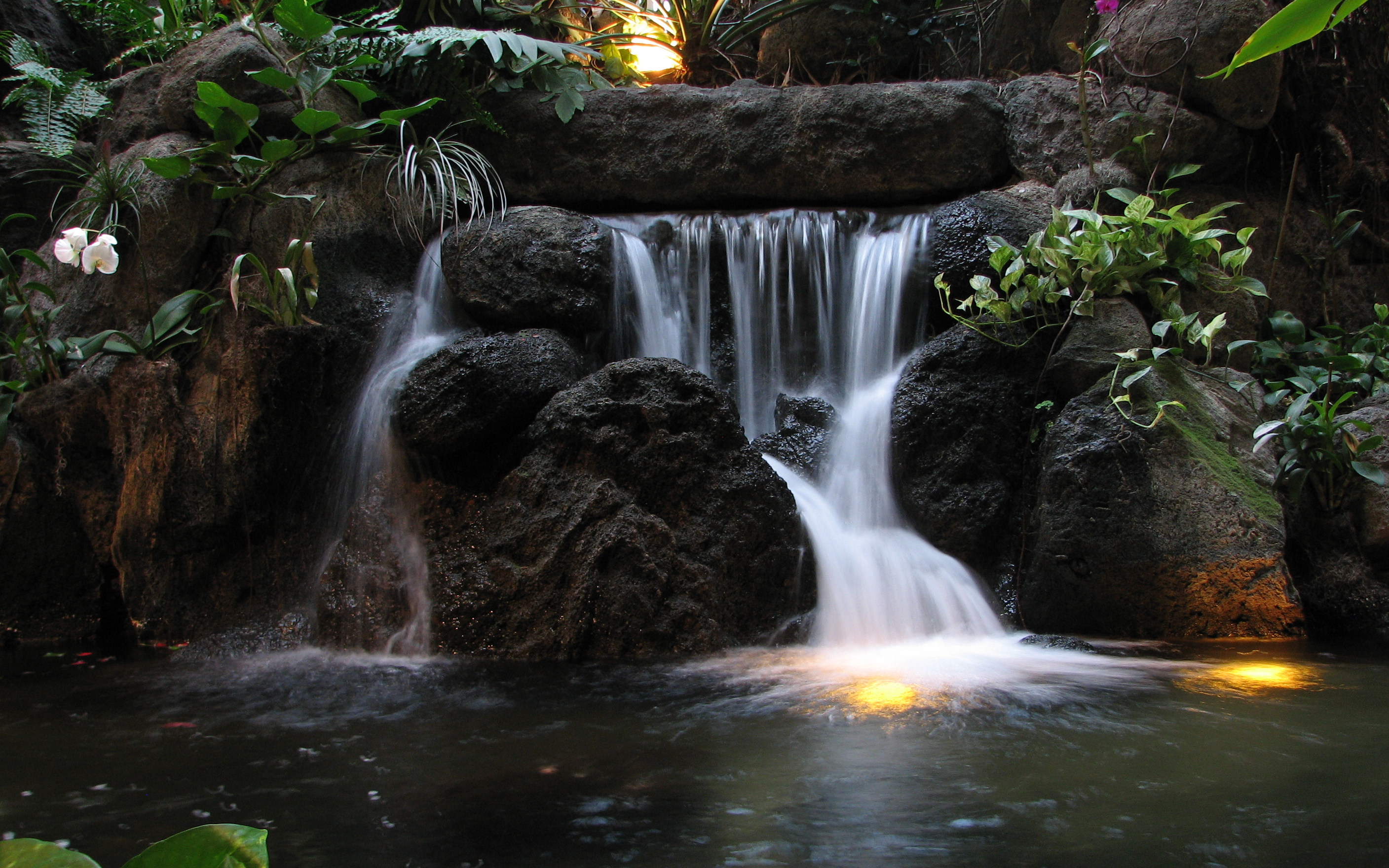
Das Great Ceremonial House, bis 2014 mit einem großen tropischen Regenwald im Atrium

Das Hauptgebäude des Hotels ist das Great Ceremonial House, gestaltet im Stil eines königlichen Versammlungsgebäudes auf Tahiti. Dort befinden sich die Lobby, sowie die meisten Restaurants und Geschäfte des Resorts. Von der Eröffnung bis 2014 gab es im Atrium einen tropischen Regenwald mit über 75 Arten von lebenden Pflanzen und einem Wasserfall. Im Rahmen von Renovierungsarbeiten wurde der Regenwald allerdings aus Gesundheits- und Sicherheitsgründen entfernt, außerdem sollte die Lobby dadurch mehr zu einem sozialen Treffpunkt werden. Das Gebäude hat keine Hotelzimmer, stattdessen gibt es eine Reihe von Langhäusern und Bungalows auf Stelzen im Wasser, die sich über das Gelände verteilen. Zwei der Langhäuser, Hawaii und Tonga, haben eine Concierge Lounge. Dort gibt es Erfrischungsgetränke und eine Aussichtsplattform. Zugang haben nur Gäste des jeweiligen Hauses.

## Geschichte
Für die ursprünglichen Langhäuser wurde ein damals neuartiger Konstruktionsprozess von United States Steel angewandt. Dafür wurden Stahlrahmen vor Ort errichtet und dann wurden vorgefertigte modulare Zimmer mit einem Kran in diese Rahmen gehoben. Ein ähnliches Verfahren wurde beim Bau von Disney’s Contemporary Resort benutzt. In diesen beiden Hotels führte dies jedoch zu dem Problem, dass Gäste sich über schimmeligen Geruch in den Zimmern beschwerten. Zwischen den Wänden hatten sich Schimmel und Schmutz angesammelt, woraufhin diese Zwischenräume aufgefüllt wurden. Dies löste das Problem, später gebaute Langhäuser wurden daher mit herkömmlichen Bautechniken errichtet. Dabei wurden die Hotelzimmer außerhalb des Hotels gebaut, vor Ort wurden die Zimmer gestapelt und daraufhin Stahlrahmen und Beton um diese herum gebaut.
2008 wurde das Resort von Floridas Umweltschutzministerium als Green Lodging Property zertifiziert.

### Zimmer
Bei der Eröffnung des Resorts gab es acht Langhäuser namens Bali Hai, Bora Bora, Fiji, Hawaii, Maui, Samoa, Tahiti und Tonga. 1978 wurde das Langhaus Oahu ergänzt, 1985 Moorea und Pago Pago. Am 28. Oktober 1999 wurden die meisten Langhäuser umbenannt. Heute sind sie nach polynesischen Inseln benannt, wobei benachbarte Langhäuser Namen von benachbarten Inseln haben. Zehn der elf Langhäuser erhielten einen neuen Namen: Bali Hai heißt jetzt Tonga, Bora Bora wurde zu Niue, Hawaii zu Samoa, Maui zu Rarotonga, Moorea zu Tahiti, Oahu zu Tokelau, Pago Pago zu Papa Nui, Samoa zu Tuvalu, Tahiti zu Aotearoa und Tonga zu Hawaii; lediglich Fiji behielt seinen Namen.
Zwischen 2013 und 2015 wurden 20 Bungalows auf Stelzen im Wasser errichtet. Diese gehören zu einem neuen Bereich namens Bora Bora. 2020 besitzt das Hotel elf Langhäuser mit zwei bis drei Stockwerken und umfasst mehr als 846 Gästezimmer.

## Disney’s Polynesian Villas & Bungalows

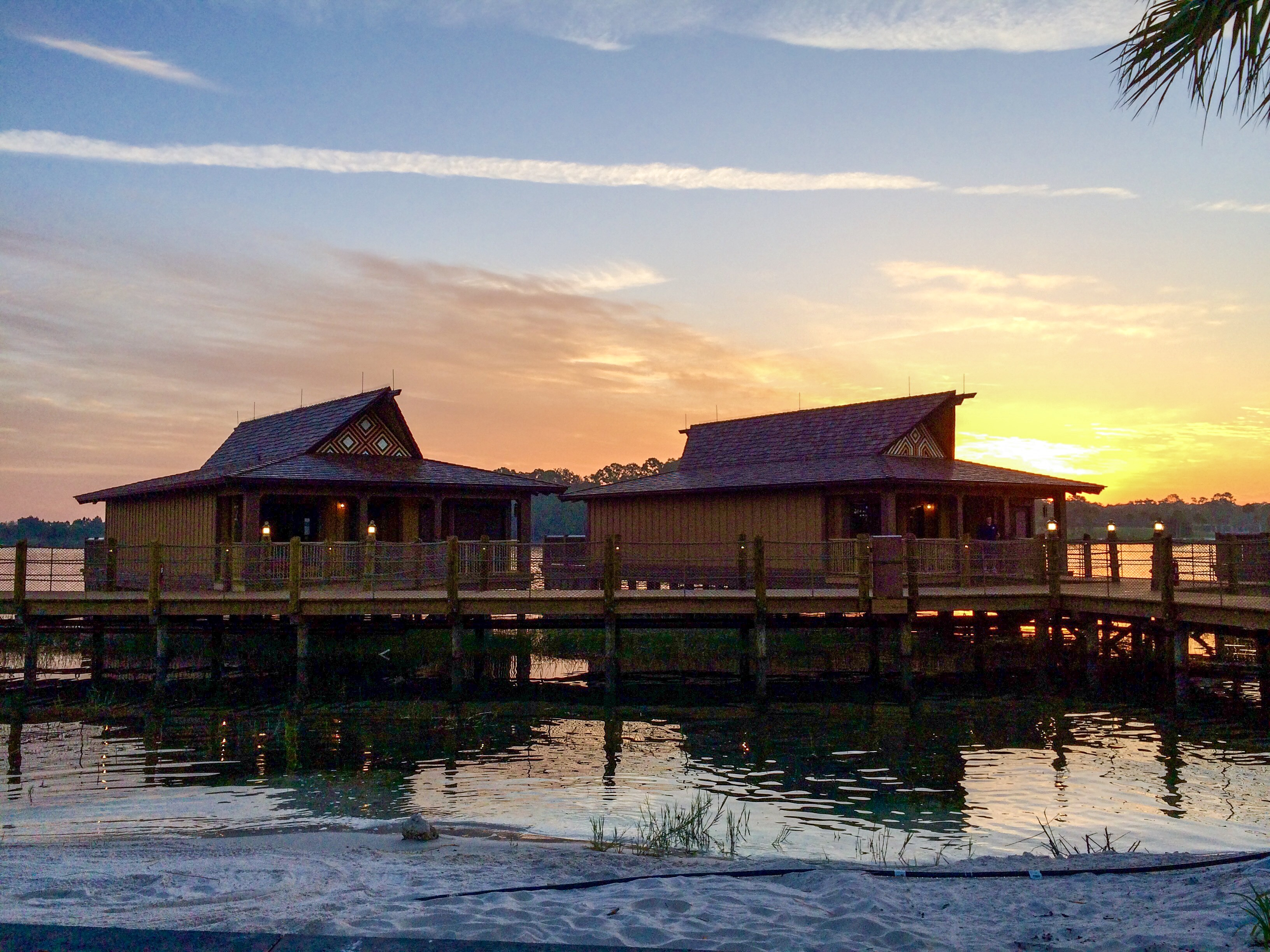
Bungalows auf Stelzen in der Lagune

Am 17. September 2013 kündigte der Disney Vacation Club eine Erweiterung des Disney’s Polynesian Village Resorts an. Die erste Phase dieser Erweiterung eröffnete am 1. April 2015, in der 20 Bungalows auf Stelzen in die Seven Seas Lagoon als neuen Bereich namens Bora Bora gebaut und die beiden Langhäuser Moorea und Pago Pago in Deluxe Studios umgebaut wurden. Die Deluxe Studios im Langhaus Tokelau wurden Mitte 2015 fertig gestellt, womit es im Hotel nun insgesamt 360 solcher Studios gibt. Zwischen diesen drei Langhäusern befindet sich ein Barbecuebereich mit zwei Gasgrillen, die von den Gästen des Resorts benutzt werden können. Außerdem sind in diesem Bereich fünf zusätzliche Zimmer geplant.

## Restaurants und Bars
Das Resort bietet sechs Restaurants, darunter ʻOhana, das Kona Café, die Lounge Trader Sam’s Grog Grotto und die Dinner-Show Disney’s Spirit of Aloha Show. Daneben gibt es zwei Schnellrestaurants. Außerdem gibt es drei Bars, darunter die Tambu Lounge und die Barefoot Pool Bar, sowie die Eisdiele Pineapple Lanai.

## Einkaufsmöglichkeiten

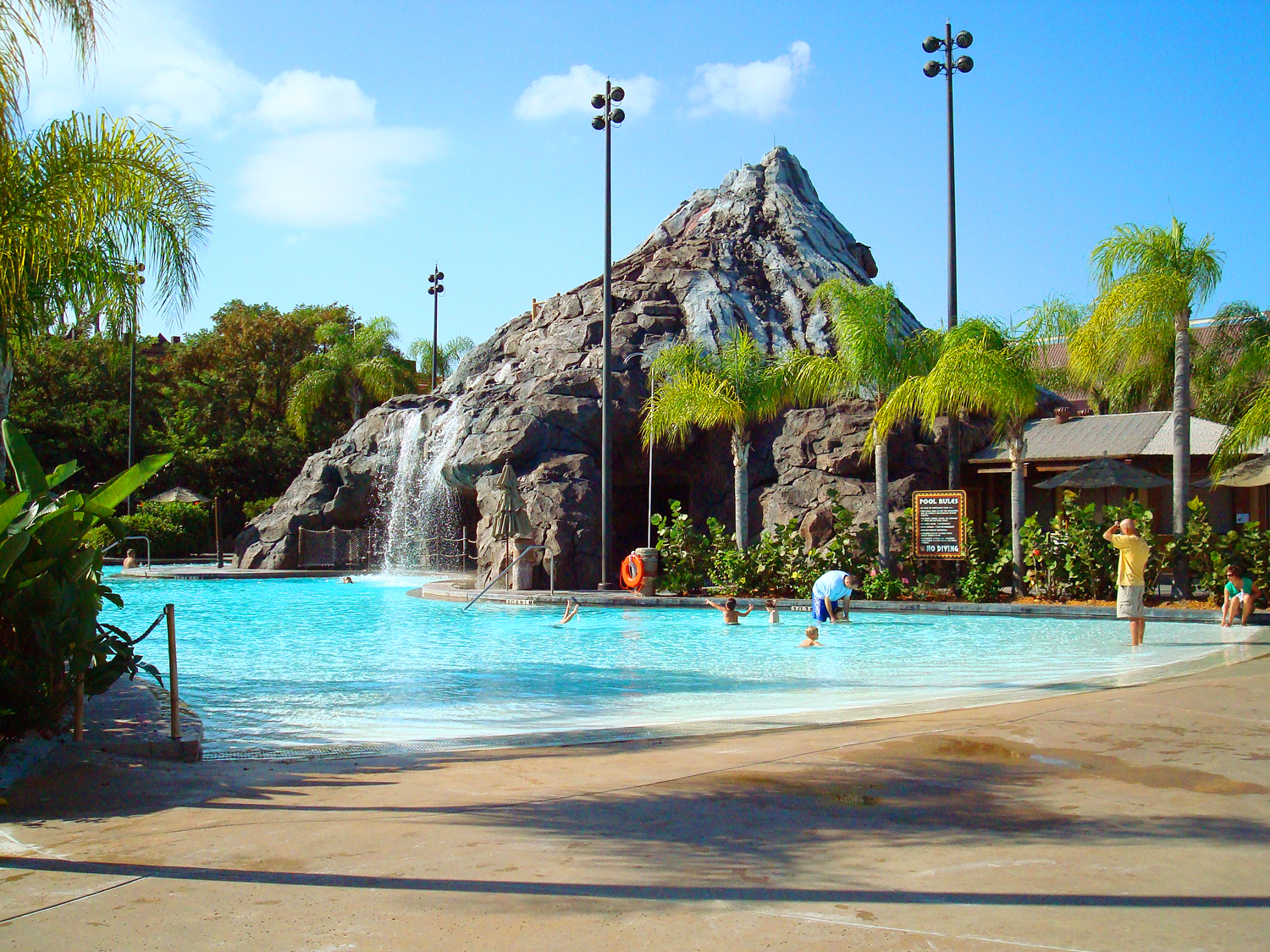
Der Lava Pool ist der Haupt-Swimming-Pool des Hotels und bietet barrierefreien Zugang, eine Wasserrutsche und einen Wasserspielplatz.

Im Hotel gibt es mehrere Einkaufsmöglichkeiten, insbesondere von Disney-Park- und Resort-spezifischen Merchandiseprodukten sowie von Verbrauchsgütern. Diese befinden sich im Great Ceremonial House, darunter BouTiki gegenüber der Hauptlobby und Moana Mercantile im Obergeschoss gegenüber dem Kona Café.

## Rolle bei der Auflösung der Beatles
John Lennon unterzeichnete am 29. Dezember 1974 im Polynesian Village Resort die Schriftstücke, mit denen die Beatles offiziell aufgelöst wurden. Hierzu schrieb May Pang:

“On December 29, 1974, the voluminous documents were brought down to John in Florida by one of Apple's lawyers. He finally picked up his pen and, in the unlikely backdrop of the Polynesian Village Hotel at Disney World, ended the greatest rock 'n' roll band in history by simply scrawling John Lennon at the bottom of the page.”

„Am 29. Dezember 1974 wurden die umfangreichen Dokumente herunter zu John in Florida von einem von Apples Anwälten gebracht. Er nahm endlich seinen Stift und, in der unpassenden Kulisse des Polynesian Village Hotels in Disney World, beendete die großartigste Rock-’n’-Roll-Band der Geschichte, indem er einfach John Lennon auf den unteren Rand der Seite kritzelte.“